# Palazzo Marzocco
Palazzo Marzocco o Palazzo della Battaglia è un edificio di Anghiari, situato in piazza Mameli.

## Caratteristiche generali
Fatto edificare dalla famiglia Angelieri nel secolo XVI, il palazzo deve il suo nome alla statua che è collocata in cantonata, ossia il Marzocco fiorentino, simbolo della sovranità popolare. Al suo interno è ospitato il Museo della battaglia e di Anghiari, esso è il museo storico della città. In esso sono esposte selezioni di alcune delle più importanti collezioni del territorio; dalla Preistoria al 1700, dagli strumenti litici dell'Homo neanderthalensis fino alle armi da fuoco prodotte da abili e sapienti mani nel XVIII secolo. È quindi la capacità dell'uomo di sfruttare risorse il filo conduttore dell'esposizione. Fra gli oggetti esposti vi è una scultura di Età romana in cristallo di rocca raffigurante la testa della divinità Pan, databile attorno al II secolo d.C. Cardine del percorso espositivo è la parte dedicata alla battaglia di Anghiari che narra l'incompiuta rappresentazione pittorica di Leonardo da Vinci e l'importanza storica del fatto d'armi.